# Sărituri în apă la Jocurile Olimpice de vară din 2024 - 10 metri platformă (feminin)
Proba feminină de sărituri în apă - 10 metri trambulină de la Jocurile Olimpice de vară din 2024 de la Paris a avut loc în perioada 4-5 august 2024, la Piscina olimpică din Saint-Denis.

## Formatul competiției
Competiția s-a desfășurat în 3 etape:
- Etapa preliminară: toate sportivele vor sări de șase ori; primele 18 sportive se vor califica în semifinală
- Semifinala: cele 18 sportive vor sări de 6 ori; punctajele din calificări se vor șterge și primele 12 din clasament se vor califica în finală.
- Finala: cele 12 sportive vor sări de șase ori. Punctajele din semifinală se vor șterge și primele trei din clasament vor primi medaliile de aur, argint și bronz.

## Program
Orele sunt ora Franței (UTC+1) 
| Data                    | Timp  | Etapă      |
| ----------------------- | ----- | ---------- |
| Duminică, 4 august 2024 | 15:00 | Calificări |
| Luni, 5 august 2024     | 10:00 | Semifinala |
| Luni, 5 august 2024     | 15:00 | Finala     |

## Rezultate
La eveniment au participat 29 de sportive, reprezentând 21 de țări.
| Loc | Sportivă                  | Țară                       | Calificări | Calificări | Semifinală                     | Semifinală                     | Finală                         | Finală                         | Finală                         | Finală                         | Finală                         | Total                          |
| Loc | Sportivă                  | Țară                       | Puncte     | Loc        | Puncte                         | Loc                            | Săritura 1                     | Săritura 2                     | Săritura 3                     | Săritura 4                     | Săritura 5                     | Total                          |
| --- | ------------------------- | -------------------------- | ---------- | ---------- | ------------------------------ | ------------------------------ | ------------------------------ | ------------------------------ | ------------------------------ | ------------------------------ | ------------------------------ | ------------------------------ |
| 1   | Quan Hongchan             | China                      | 421,25     | 1          | 421,05                         | 1                              | 90,00                          | 84,80                          | 76,80                          | 92,40                          | 81,60                          | 425,60                         |
| 2   | Chen Yuxi                 | China                      | 382,15     | 2          | 403,05                         | 2                              | 82,50                          | 78,40                          | 89,10                          | 89,10                          | 81,60                          | 420,70                         |
| 3   | Kim Mi-rae                | Coreea de Nord             | 287,70     | 10         | 322,40                         | 4                              | 80,00                          | 67,50                          | 72,60                          | 76,80                          | 75,20                          | 372,10                         |
| 4   | Caeli McKay               | Canada                     | 324,90     | 3          | 308,85                         | 7                              | 72,00                          | 63,00                          | 76,80                          | 75,90                          | 76,80                          | 364,50                         |
| 5   | Gabriela Agúndez          | Mexic                      | 306,95     | 6          | 295,00                         | 9                              | 67,50                          | 79,20                          | 62,40                          | 69,30                          | 72,00                          | 350,40                         |
| 6   | Andrea Spendolini-Sirieix | Marea Britanie             | 320,80     | 4          | 367,00                         | 3                              | 76,80                          | 62,40                          | 64,50                          | 60,20                          | 81,60                          | 345,50                         |
| 7   | Ellie Cole                | Australia                  | 290,00     | 9          | 309,90                         | 6                              | 64,50                          | 72,00                          | 67,20                          | 67,20                          | 62,40                          | 333,30                         |
| 8   | Alejandra Orozco          | Mexic                      | 320,80     | 4          | 312,00                         | 5                              | 63,00                          | 64,00                          | 68,80                          | 67,20                          | 57,60                          | 320,60                         |
| 9   | Matsuri Arai              | Japonia                    | 280,65     | 16         | 300,50                         | 8                              | 63,00                          | 66,00                          | 65,25                          | 65,80                          | 54,40                          | 314,45                         |
| 10  | Sarah Jodoin Di Maria     | Italia                     | 286,10     | 11         | 294,85                         | 10                             | 72,00                          | 64,50                          | 56,00                          | 42,05                          | 67,20                          | 301,75                         |
| 11  | Melissa Wu                | Australia                  | 285,20     | 13         | 294,10                         | 11                             | 58,50                          | 64,00                          | 40,60                          | 52,80                          | 62,40                          | 278,30                         |
| 12  | Else Praasterink          | Olanda                     | 281,60     | 15         | 292,80                         | 12                             | 52,20                          | 44,80                          | 45,00                          | 57,60                          | 50,75                          | 250,35                         |
| 13  | Lois Toulson              | Marea Britanie             | 299,60     | 8          | 278,50                         | 13                             | Nu a avansat în faza următoare | Nu a avansat în faza următoare | Nu a avansat în faza următoare | Nu a avansat în faza următoare | Nu a avansat în faza următoare | Nu a avansat în faza următoare |
| 14  | Ana Carvajal              | Spania                     | 285,60     | 12         | 276,90                         | 14                             | Nu a avansat în faza următoare | Nu a avansat în faza următoare | Nu a avansat în faza următoare | Nu a avansat în faza următoare | Nu a avansat în faza următoare | Nu a avansat în faza următoare |
| 15  | Delaney Schnell           | Statele Unite ale Americii | 278,15     | 17         | 271,95                         | 15                             | Nu a avansat în faza următoare | Nu a avansat în faza următoare | Nu a avansat în faza următoare | Nu a avansat în faza următoare | Nu a avansat în faza următoare | Nu a avansat în faza următoare |
| 16  | Anisley García            | Cuba                       | 283,00     | 14         | 270,65                         | 16                             | Nu a avansat în faza următoare | Nu a avansat în faza următoare | Nu a avansat în faza următoare | Nu a avansat în faza următoare | Nu a avansat în faza următoare | Nu a avansat în faza următoare |
| 17  | Christina Wassen          | Germania                   | 303,20     | 7          | 255,55                         | 17                             | Nu a avansat în faza următoare | Nu a avansat în faza următoare | Nu a avansat în faza următoare | Nu a avansat în faza următoare | Nu a avansat în faza următoare | Nu a avansat în faza următoare |
| 18  | Maia Biginelli            | Italia                     | 277,00     | 18         | 240,80                         | 18                             | Nu a avansat în faza următoare | Nu a avansat în faza următoare | Nu a avansat în faza următoare | Nu a avansat în faza următoare | Nu a avansat în faza următoare | Nu a avansat în faza următoare |
| 19  | Daryn Wright              | Statele Unite ale Americii | 272,25     | 19         | Nu a avansat în faza următoare | Nu a avansat în faza următoare | Nu a avansat în faza următoare | Nu a avansat în faza următoare | Nu a avansat în faza următoare | Nu a avansat în faza următoare | Nu a avansat în faza următoare | Nu a avansat în faza următoare |
| 20  | Kate Miller               | Canada                     | 266,30     | 20         | Nu a avansat în faza următoare | Nu a avansat în faza următoare | Nu a avansat în faza următoare | Nu a avansat în faza următoare | Nu a avansat în faza următoare | Nu a avansat în faza următoare | Nu a avansat în faza următoare | Nu a avansat în faza următoare |
| 21  | Pauline Alexandra Pfeif   | Germania                   | 264,15     | 21         | Nu a avansat în faza următoare | Nu a avansat în faza următoare | Nu a avansat în faza următoare | Nu a avansat în faza următoare | Nu a avansat în faza următoare | Nu a avansat în faza următoare | Nu a avansat în faza următoare | Nu a avansat în faza următoare |
| 22  | Džeja Delanija Patrika    | Letonia                    | 259,30     | 22         | Nu a avansat în faza următoare | Nu a avansat în faza următoare | Nu a avansat în faza următoare | Nu a avansat în faza următoare | Nu a avansat în faza următoare | Nu a avansat în faza următoare | Nu a avansat în faza următoare | Nu a avansat în faza următoare |
| 23  | Ingrid Oliveira           | Brazilia                   | 255,90     | 23         | Nu a avansat în faza următoare | Nu a avansat în faza următoare | Nu a avansat în faza următoare | Nu a avansat în faza următoare | Nu a avansat în faza următoare | Nu a avansat în faza următoare | Nu a avansat în faza următoare | Nu a avansat în faza următoare |
| 24  | Maycey Adrianne Vieta     | Puerto Rico                | 253,90     | 24         | Nu a avansat în faza următoare | Nu a avansat în faza următoare | Nu a avansat în faza următoare | Nu a avansat în faza următoare | Nu a avansat în faza următoare | Nu a avansat în faza următoare | Nu a avansat în faza următoare | Nu a avansat în faza următoare |
| 25  | Sofiya Lyskun             | Ucraina                    | 253,10     | 25         | Nu a avansat în faza următoare | Nu a avansat în faza următoare | Nu a avansat în faza următoare | Nu a avansat în faza următoare | Nu a avansat în faza următoare | Nu a avansat în faza următoare | Nu a avansat în faza următoare | Nu a avansat în faza următoare |
| 26  | Kim Na-hyun               | Coreea de Sud              | 250,00     | 26         | Nu a avansat în faza următoare | Nu a avansat în faza următoare | Nu a avansat în faza următoare | Nu a avansat în faza următoare | Nu a avansat în faza următoare | Nu a avansat în faza următoare | Nu a avansat în faza următoare | Nu a avansat în faza următoare |
| 27  | Victoria Garza            | Republica Dominicană       | 226,80     | 28         | Nu a avansat în faza următoare | Nu a avansat în faza următoare | Nu a avansat în faza următoare | Nu a avansat în faza următoare | Nu a avansat în faza următoare | Nu a avansat în faza următoare | Nu a avansat în faza următoare | Nu a avansat în faza următoare |
| 28  | Malak Tawfik              | Egipt                      | 193,75     | 29         | Nu a avansat în faza următoare | Nu a avansat în faza următoare | Nu a avansat în faza următoare | Nu a avansat în faza următoare | Nu a avansat în faza următoare | Nu a avansat în faza următoare | Nu a avansat în faza următoare | Nu a avansat în faza următoare |
| 29  | Ciara McGing              | Irlanda                    | 188,50     | 30         | Nu a avansat în faza următoare | Nu a avansat în faza următoare | Nu a avansat în faza următoare | Nu a avansat în faza următoare | Nu a avansat în faza următoare | Nu a avansat în faza următoare | Nu a avansat în faza următoare | Nu a avansat în faza următoare |